# Rhizomys pruinosus
Rhizomys pruinosus es una especie de roedor muroideo de la familia Spalacidae. Se encuentra en Camboya, China, India, Laos, Malasia, Birmania, Tailandia y Vietnam.